# Naturschutzgebiet Schomet
Das Naturschutzgebiet Schomet ist eines der 37 Naturschutzgebiete Stolbergs in der Städteregion Aachen mit ca. 8 ha Größe am südlichen Ortsrand von Breinig. Das Naturschutzgebiet liegt auf einer Höhe von 288 m NN.

## Geologie
In dem Gebiet Schomet befindet sich wie im benachbarten Naturschutzgebiet Schlangenberg und Bärenstein, ebenfalls ein ehemaliger Steinbruch auf einem Kalksteinrücken. Dieser erstreckt sich von Stolberg bis nach Belgien.
Beim im Steinbruch gebrochenen Blaustein, der auch „Aachener Blaustein“ genannt wird, handelt es sich um ein Produkt des Unterkarbons. Er wurde vor ca. 290 Millionen Jahren aus Sedimenten gebildet und, wie an einigen Stellen des Steinbruchs gut zu erkennen ist, in erdgeschichtlichen Zeiträumen gefaltet. Blaustein ist typisch für die Region zwischen Breinig und Walheim.
Aufgrund seiner Homogenität eignet sich Blaustein sehr gut für Steinmetzarbeiten und wurde größtenteils zum Hausbau verwendet. Seine Attraktivität resultiert daher, dass frisch gehauener Blaustein eine dunkelgraue Farbe besitzt, dieser sich im Laufe der Zeit durch Verwitterungsprozesse aber erheblich aufhellt. Häuser im Altstadtbereich von Breinig, Breinigerberg und bis ins Belgische hinein zeigen dies deutlich.

## Geschichte
Die erste urkundliche Erwähnung des Kalksteinabbaus im Schomet geht auf das Jahr 1413 zurück. Der hier gewonnene Blaustein wurde bereits zu dieser Zeit zum Hausbau, zum Straßenbau aber auch als Rohstoff für das Kalkbrennen benutzt. Mit dem Bau des Klosters Kornelimünster kam es zu einer Neuordnung der Nutzung u. a. der verfügbaren Bodenschätze. Dies belegen Urkunden über „das Stockumer Lehen“ von 1502 sowie zum „Hof auf den Heiden“ aus dem Jahre 1489. Das Gebiet gelangte in die Hände der Kirche. Zur Jahrhundertwende vom 18. zum 19. Jahrhundert verkaufte diese das Areal. Es ging in den Besitz des Staates über. Auf der Suche nach zusätzlichen Einnahmequellen veräußerte dieser das Gebiet, so dass Privatunternehmer es erwarben. Sie errichteten im Schomet insgesamt 4 Steinbrüche. Auch heute liegen noch gebrochene Steinquader im Steinbruch, die den Eindruck erwecken, auf ihre Abholung zu warten.
Während des Abbaus zeigte sich, dass das Gestein sehr fossilreich ist, wobei speziell Brachiopoden, versteinerte Armfüßer in großer Zahl gefunden wurden.
Ein Steinbruch, die Beritzekull  wurde im Laufe der Zeit wieder verfüllt und ist nicht mehr erkennbar. Nach Aufgabe des Abbaus füllten sich die übrigen Gruben teilweise mit Grundwasser. Eine Renaturierung erfolgte nicht. Die Natur eroberte das Gebiet jedoch allmählich zurück.
Im Jahre 1985 wurde der Schomet unter Naturschutz gestellt.

## Flora und Fauna
Ursprünglich befand sich auf dem Gebiet Schomet ein Kalkbuchenwald. Dieser wurde bei der  Gewinnung des Blausteins gerodet.
Zwei Jahre nach Ausrufung des Schomet zum Naturschutzgebiet wurden bei einer ersten Untersuchung im Jahre 1987 auf seiner Fläche mehr als 160 verschiedene Pflanzenarten ermittelt.
Im Talbereich der ehemaligen Steinbrüche existiert ein Feuchtbiotop, das die hierfür charakteristische Vegetation aufweist. Eine typische Pflanze, die sich in den feuchten Steinbruchbereichen befindet ist das Mädesüß (Filipendula), das hier als Hochstaude wächst und zu den Rosengewächsen (Rosaceae) gehört.
Typisch ist außerdem eine Frühlingsgeophytenvegetation, die unterhalb des inzwischen dort vorhandenen Hainbuchenwaldes wächst. Zu den charakteristischen Pflanzen gehört das Buschwindröschen. Nachdem das Blätterwachstum der Bäume beginnt, endet die Blüte der Frühlingsgeophyten, was durch den verminderten Lichteinfall und die reduzierte Photosynthese ausgelöst wird.
In einigen Bereichen des Naturschutzgebietes findet man eine Orchideen-Buchenwald-Vegetation. Typische Vertreter sind das Kleine Knabenkraut (Orchis morio), die Vogel-Nestwurz (Neottia nidus-avis) oder die Fliegen-Ragwurz (Ophrys insectifera).
Aufgrund der hier wachsenden Pflanzen existiert im Schomet ein Lebensraum für Schmetterlinge und Amphibien.

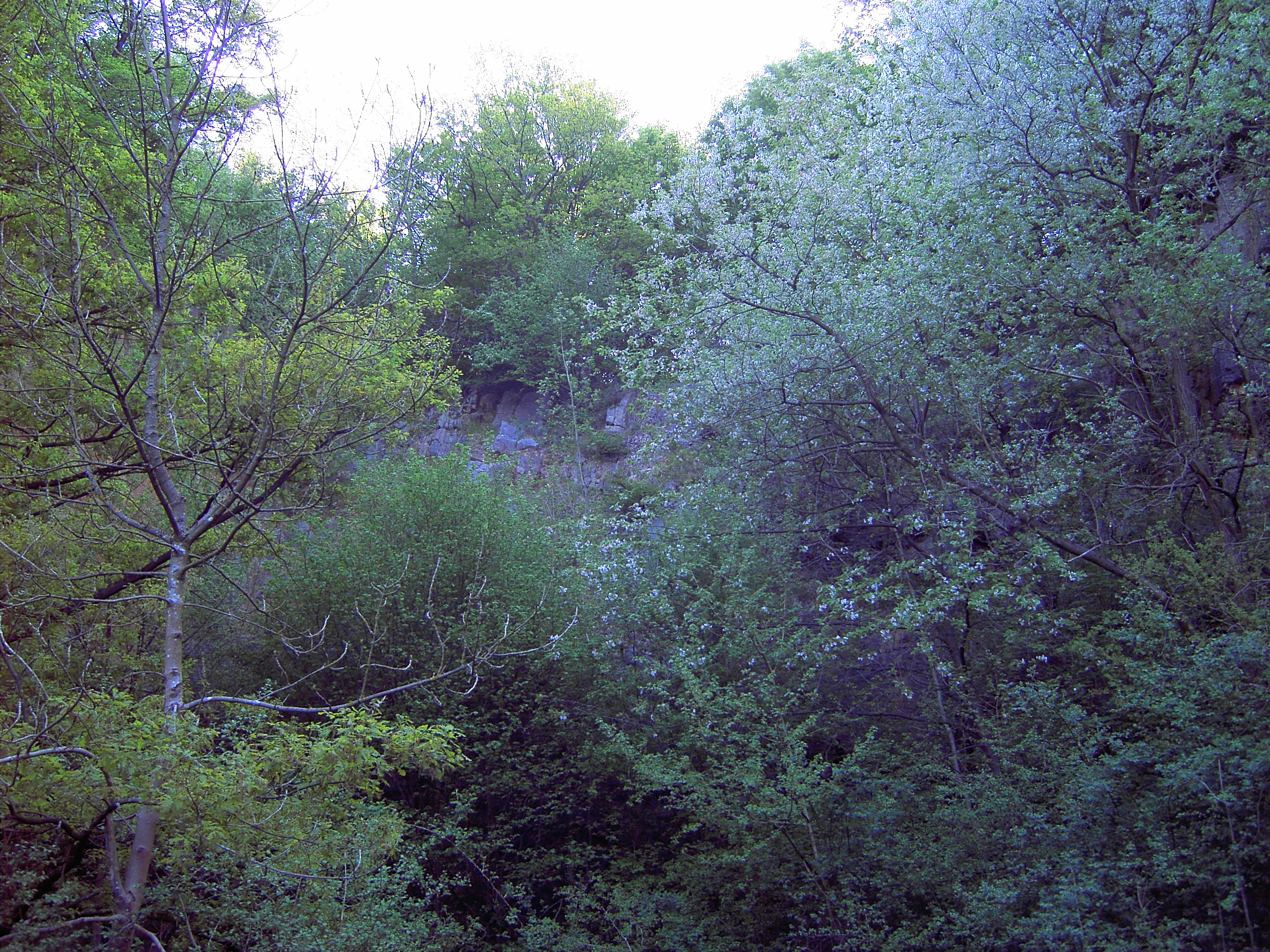
Bewachsene Steinbruchwand im NSG Schomet
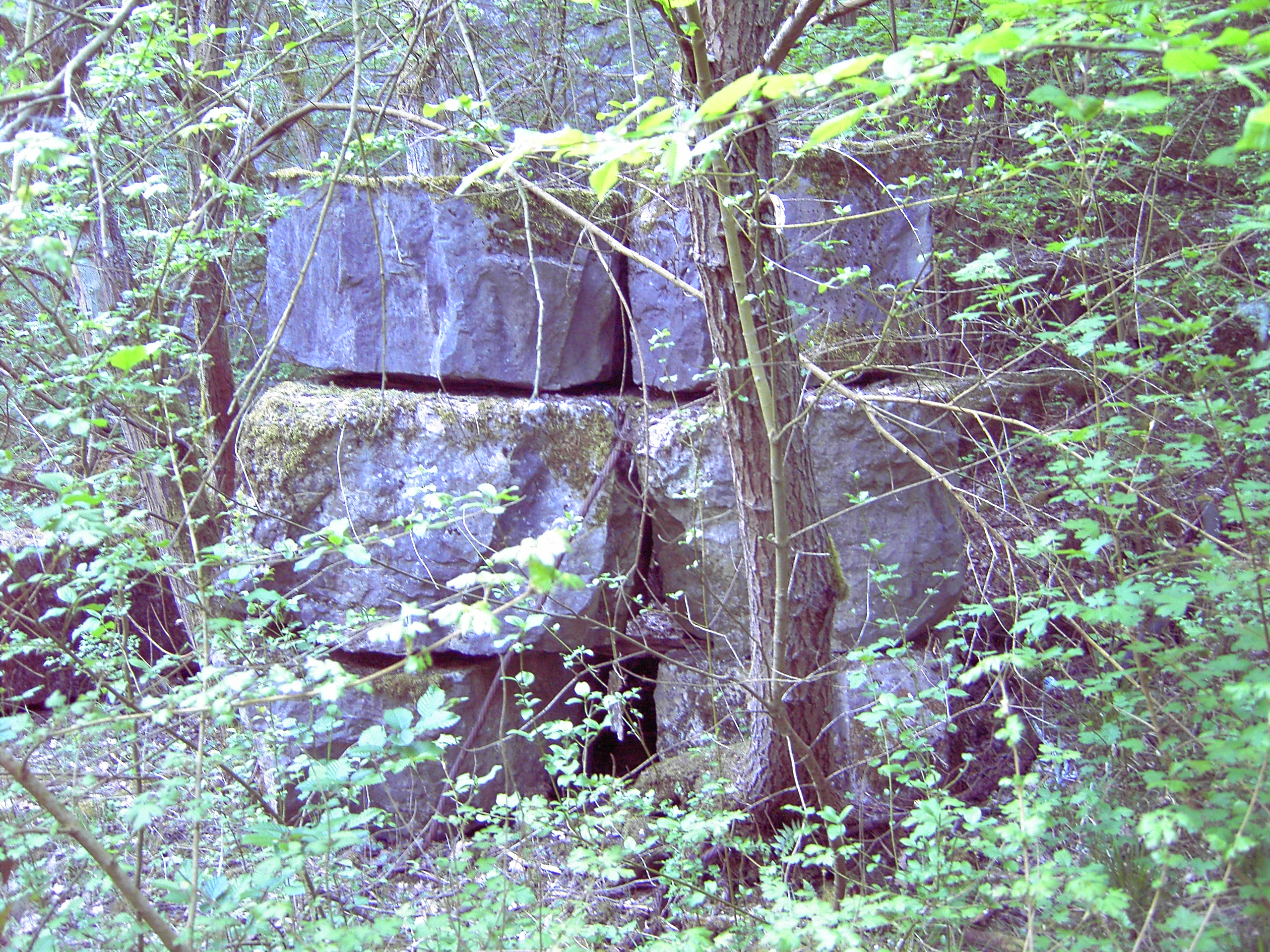
Blausteinquader im Steinbruch
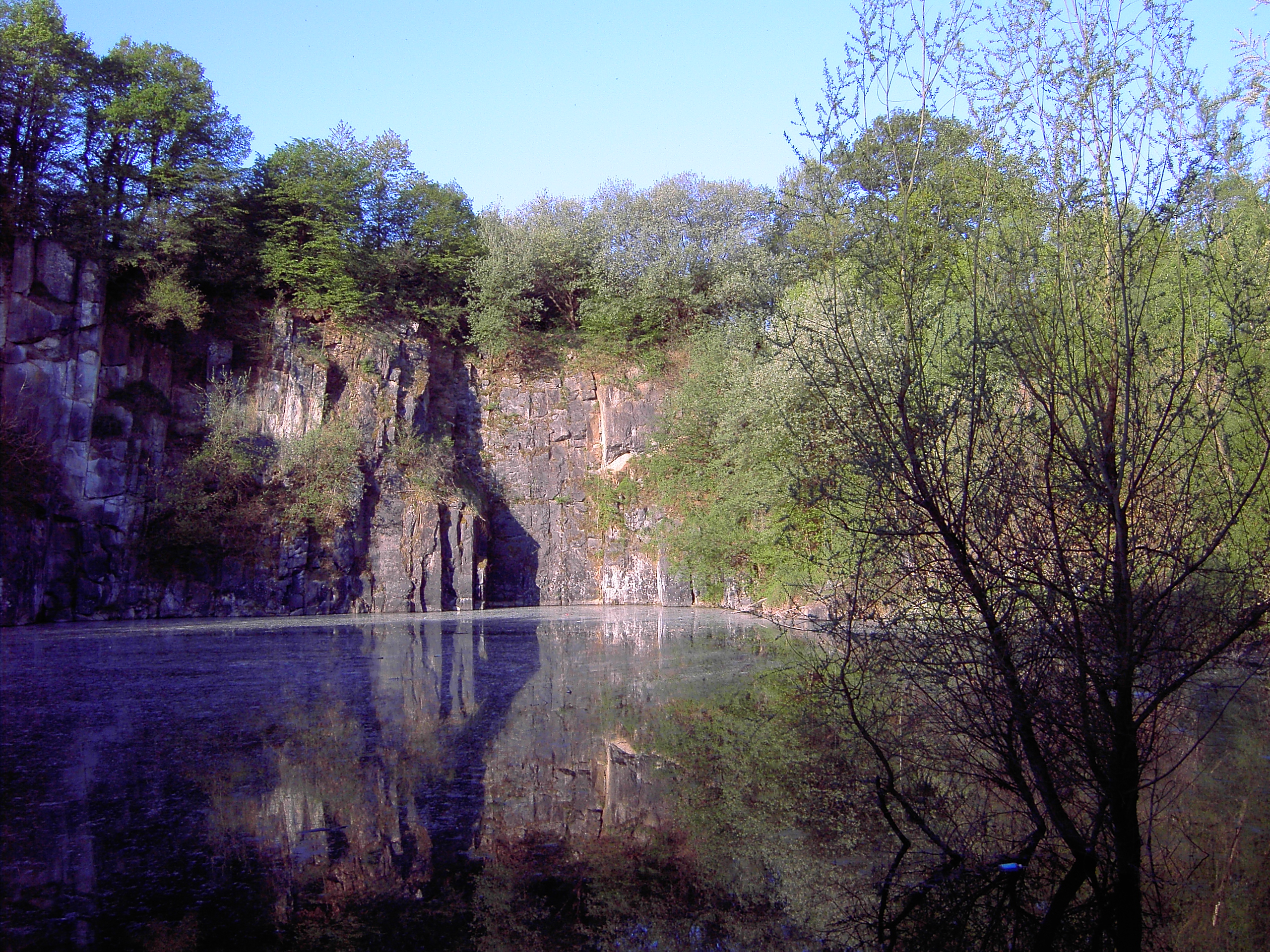
See im NSG Schomet